# Astrild pestrý
Astrild pestrý (Pytilia melba) je drobný pták z čeledi astrildovitých, z rodu Pytilia. Obývá jižní Afriku, výjimečně (spíše jen sezónně) od Senegalu po Ghanu. Živí se semeny trav, bobulemi a hmyzem, např. termity a mravenci (hlavně v období hnízdění). Jedná se o denní ptáky, kteří přes den hledají potravu ve vysoké trávě a v noci spí převážně v keřích. Sdružují se do skupin, po období hnízdění je možné pozorovat i menší rodinné skupinky.

## Taxonomie
Druh astrild pestrý poprvé popsal švédský biolog Carl Linné v desátém vydání své publikace Systema naturae (1758). Taxonomicky je zařazen se do rodu Pytilia, do kterého patří další čtyři druhy: astrild Wienerův (Pytilia afra), rudočelý (Pytilia hypogrammica) a rudokřídlý (Pytilia phoenicoptera) a méně známý Pytilia lineata, který bývá často zaměňován s astrildem Wienerovým. Právě astrild pestrý má ale nejširší oblast výskytu a je nejhojnější.
Nejblíže příbuzný tomuto druhu je astrild rudokřídlý. Oba druhy jsou též geneticky podobné jiným zástupcům čeledi astrildovitých, což znamená, že se od sebe oddělily v relativně nedávném čase.
Rozlišujeme několik poddruhů:
- Pytilia melba belli
- Pytilia melba citerior
- Pytilia melba grotei
- Pytilia melba hygrophila
- Pytilia melba jessei
- Pytilia melba melba
- Pytilia melba percivali
- Pytilia melba soudanensis

## Popis

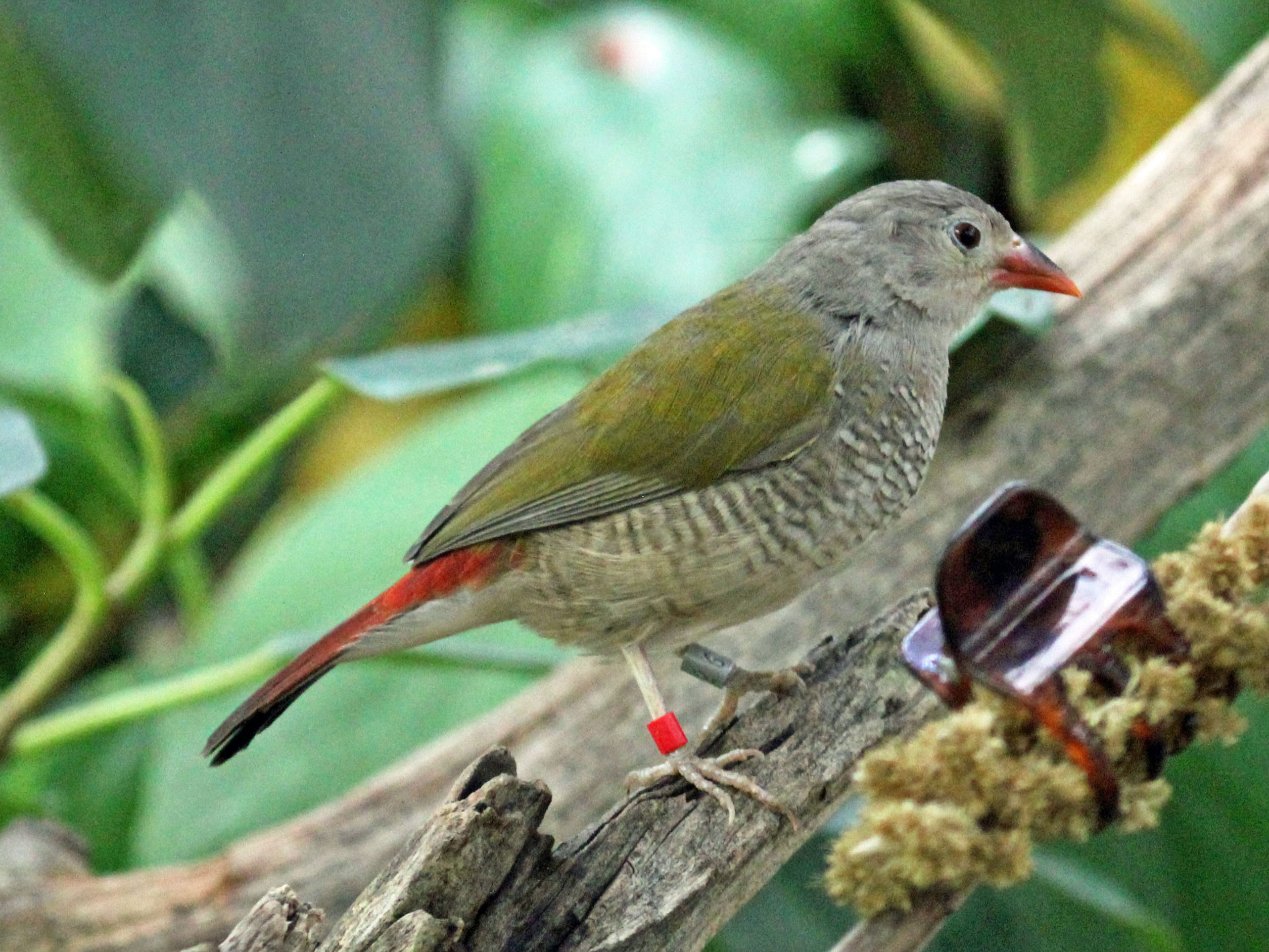
Samice astrilda pestrého

Astrildové pestří jsou drobní, ale robustně vyhlížející ptáci s krátkými a zaoblenými křídly. Tělo dospělých měří 120–140 mm a má krátký ocas. Nohy jsou neopeřené, se středně dlouhými běháky; zobák je taktéž středně dlouhý. Samice jsou snadno odlišitelné od samců díky výrazným rozdílům ve zbarvení. Samec má tváře, bradu, čelo a hrdlo červené (některé poddruhy mají i uzdičku). Ostatní části hlavy, strany krku a záhlaví šedé. Hřbet olivově zelený. Vole a horní prsa žlutá (žlutá až červenooranžová – podle poddruhu). Břicho bíle zbarvené, příčně hnědo-černé pruhování. Vrch ocasu je jasně červený, spodek ocasu bílý. Zobák má červenou barvu.
Naopak samice má hlavu šedou, krk bílý, vole a prsa světle šedá, příčně tmavě pruhovaná. Barvy jsou u samic mírně matnější. Mláďata jsou podobná samici, rozlišit pohlaví je možné až v době prvního přepeřování. Nejsnáze se pohlaví určuje podle hustoty a barvy pruhů na břiše.
U dospělých probíhá přepeřování prakticky celoročně, záleží ale i na poddruhu.

## Výskyt
Astrild pestrý je hojně rozšířený na celém jihu Afriky a jeho populace jsou velké. Výjimečně, spíše jen sezónně, jej můžeme najít v Senegalu, Mali, Guineji, Togu. Některé poddruhy je možné najít i na severu Kamerunu. Obývá mírně zalesněné a převážně suché oblasti.. Potřebují ale pravidelný přísun vody, kvůli čemuž se vyhýbají extrémně suchým místům, jako je poušť Kalahari.
Dle Mezinárodního svazu ochrany přírody se jedná o nedotčený druh.

## Chování

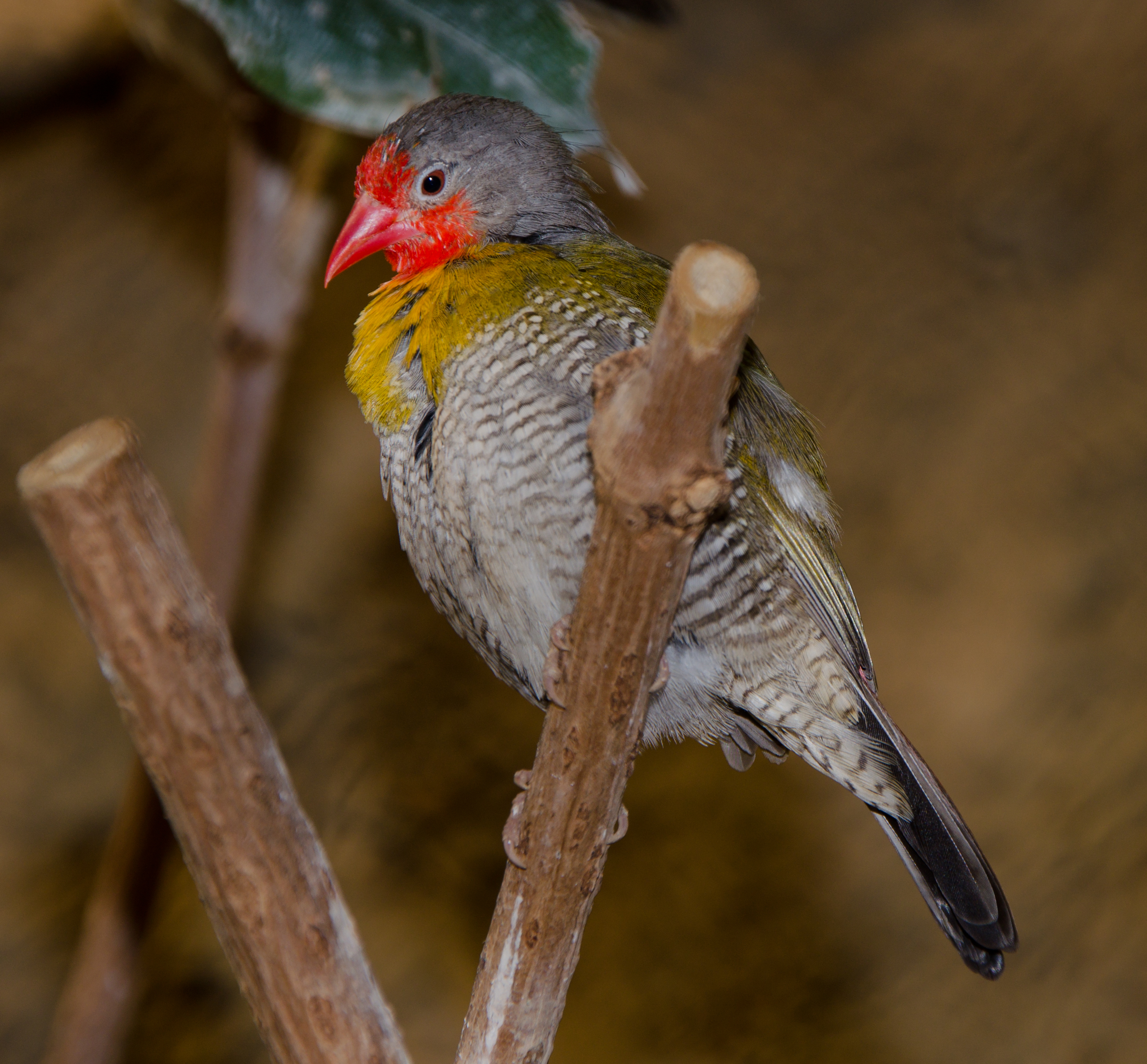
Samec

Astrildové pestří jsou aktivní převážně ve dne.

### Hnízdění
Hnízdění většiny astrildů začíná během druhé poloviny období dešťů. Partneři společně postaví hnízdo, které je z trávy. Bývá umístěné ve vysoké trávě nebo v keřích. Samice poté naklade do hnízda 4 až 6 bílých vajíček. V inkubování vajec se střídají samec i samice a zatímco jeden zahřívá, druhý hledá potravu. Ptáčata se vylíhnou asi za 12 dní. Astrild pestrý je poměrně dobrý rodič, který se o svá mláďata stará dobře. Vylíhnutá ptáčata jsou krmena výhradně hmyzem, až ve vyšším věku jim rodiče začnou nosit i semena trav.

### Predátoři a parazité
Astrild pestrý nemá přirozené predátory, ale na jeho hnízdech často parazituje vdovka rajská. Vdovka rajská je hnízdní parazit typický pro většinu jižní Afriky a Súdán. Naklade svá vajíčka do cizího hnízda, ale na rozdíl od kukačky obecné se liší tím, že hostitelova vejce nevyhazuje.

## Chov v zajetí
Chov astrildů pestrých není náročný, ale vyžadují velkou voliéru, přičemž v jedné může být pouze jeden samec. Dva samci v jedné voliéře vůči sobě budou agresivní a budou bojovat o samičky. Jinak je možné chovat je i s jinými drobnými exotickými ptáky. Nicméně v době hnízdění je nutné jednotlivé páry rozdělit do vlastních voliér, samička astrilda pestrého se může klidně spářit i se samečkem astrilda rudokřídlého, přičemž ptáčata pak budou mít nežádoucí vzhled. Je vhodné podávat krmné směsi pro drobné exoty, popř. malý hmyz nebo larvy.